# Tom Bundy
Thomas Clark Bundy (Los Angeles, 8 ottobre 1881 – 13 ottobre 1945) è stato un tennista statunitense.

## Biografia
Bundy sposò la collega May Sutton, da cui ebbe la figlia Dorothy Bundy, a sua volta importante tennista.

## Carriera
Arrivò in finale agli U.S. National Championships nel 1910 ma ne uscì sconfitto da William Larned. Fu, altresì, un ottimo doppista, capace di trionfare 13 volte consecutive proprio agli U.S. National Championships.

## Finali del Grande Slam

### Perse (1)
| Anno | Torneo             | Avversario in finale | Risultato          |
| 1910 | U.S. Championships | William Larned       | 1-6, 2-6, 6-3, 5-7 |